# Anthicus thienemanni
Anthicus thienemanni es una especie de coleóptero de la familia Anthicidae.

## Distribución geográfica
Habita en Java (Indonesia).